# 云南天元足球俱乐部
云南天元足球俱乐部是一家已经不存在的中国足球俱乐部。

## 历史
云南省足球队成立于1959年全运会前夕，之前的1958年他们以昆明队的名义组队参加了全国乙级联赛。此后一直混迹于低级联赛，职业化以前的1990－91年他们的队名是云南昆明五纳队。
职业化开始后，省队与天元集团合作，于1995年10月2日成立了云南天元足球俱乐部，据说这才是国内最早成立的股份制俱乐部。据称云南天元的股份制形式是“一拖十”，即由一家大企业注资千万，当地足协、电视台和其他的股东都注入少量或不注入资金，但参与分红。
俱乐部在1996年参加中乙联赛，没有升级后，很快就解散了。